# Тенвил
Тенвил (на френски: Tenneville) е селище в Южна Белгия, окръг Марш ан Фамен на провинция Люксембург. Населението му е около 2600 души (2006).